# 剑叶开口箭
剑叶开口箭（学名：Tupistra ensifolia）是天门冬科开口箭属的植物，为中国的特有植物。分布在中国大陆的云南省等地，生长于海拔1,100米至3,200米的地区，一般生长在林下，目前尚未由人工引种栽培。